# Tóth Szabolcs (humorista)
Tóth Szabolcs (Csíkszereda, 1981. október 22. –) erdélyi magyar humorista.
2000-ben érettségizett a csíkszeredai Márton Áron Gimnáziumban, majd a Kolozsvári Műszaki Egyetem építészet és városrendezés szakán szerzett diplomát.
Bálint Ferenccel ketten alapították a Szomszédnéni Produkciós Iroda humortársulatot. Rendszeresen fellépnek Magyarországon és Erdélyben. A Kolozsvári Rádióban havi rendszerességgel jelentkeztek műsorukkal. A RTL Klub Showder Klub című műsorában is szerepeltek. Az Erdélyi Humorfesztivál megalapítói, 2014-ben immár 11. alkalommal szervezték meg.
A Fapadban is szerepelt, mint a sorozatbéli kitalált légitársaság két repülőgép-szerelőjének egyike.
2015 óta a Pepin Kézműves Söröző tulajdonosa.

## Díjai, elismerései
- 2011: a Magyar Rádió Bonbon-díja
- 2014: Karinthy-gyűrű